# Rokytá
Rokytá (deutsch Rokitai) ist eine Gemeinde in Tschechien. Sie liegt acht Kilometer nordwestlich der Stadt Mnichovo Hradiště und gehört zum Okres Mladá Boleslav.

## Geographie
Das Straßendorf liegt unmittelbar am südlichen Rand des ehemaligen Truppenübungsplatzes Ralsko in einer langgestreckten, überwiegend landwirtschaftlich genutzten Ebene. Es besteht aus den beiden Ortsteilen Horní Rokytá und Dolní Rokytá, die sich auf einer Länge von fünf Kilometern entlang einer Abzweigung der Straße Nr. 268 von Mnichovo Hradiště nach Mimoň erstrecken.
Die Gemeinde grenzt im Südwesten an Dolní Krupá, im Norden an Ralsko, im Südosten an Horní Bukovina und Bílá Hlína und im Osten an Mukařov u Jiviny.

## Geschichte
Das Dorf wurde vermutlich im 13. Jahrhundert während der Binnenkolonisierung nach Deutschem Recht gegründet. Erstmals schriftlich erwähnt wurde es allerdings erst im Jahr 1356. Es gehörte zunächst den Herren der Burg Zvířetice. Um 1360 tauschte Předbor, Abt des Klosters Hradiště, mit Hašek von Lämberg und Zvířetice  mehrere seiner entlegenen Dörfer nördlich von Semily und erhielt dafür Rokytai und Krupai.
Nach Zerstörung des Klosters durch die Orebiten 1420 und der Aufteilung des Klosterbesitzes fiel das Dorf an die Herrschaft Hühnerwasser. Später gehörte es zu Weißwasser und kam in Folge der Schlacht am Weißen Berg 1622 mit der ganzen Herrschaft in den Besitz Wallensteins. Nach dessen Ermordung durch kaisertreue Offiziere 1634 bekam der Kaiserliche Kriegsrat und Generalfeldzeugmeister Franz Marchese de Grana et Caretto, Graf von Millesimo, die Herrschaften Weißwasser und Hühnerwasser mit allen Dörfern und Untertanen geschenkt und erblich überlassen. Die Nachkommen des Grafen Grana et Caretto verkauften die beiden Herrschaften 1678 wieder an die Familie Waldstein zurück; in deren Besitz blieb Rokytá bis zur Aufhebung der Patrimonialherrschaften 1850.
1866 verliefen nahe der Ortschaft Gefechte des Deutschen Krieges. Seit 1876 gab es eine Einklassenschule, die nach dem Ersten Weltkrieg auf zwei Klassen erweitert wurde. Die am Ortsrand verlaufende Kreisstraße wurde 1900 erbaut.
Im 20. Jahrhundert war Rokytá ein Ortsteil von Dolní Krupá. Seit 1993 ist der Ort eine selbständige Gemeinde.

## Sehenswürdigkeiten
- Kapelle in Dolní Rokytá, geweiht Johannes dem Täufer, erbaut 1826
- Glockenhaus in Horní Rokytá, erbaut nach 1715
- Heiligenhäuschen in Horní Rokytá, erbaut 1885